# Christoph Sauser
Christoph Sauser, né le 13 avril 1976 à Sigriswil, est un coureur cycliste suisse spécialiste de VTT cross-country.

## Biographie
Christoph Sauser remporte la médaille de bronze lors de l'épreuve de cross-country aux Jeux olympiques de 2000 à Sydney. Par ailleurs, il est lauréat du classement général de la Coupe du monde en 2004 et 2005. Il est en outre double vice-champion du monde derrière le Français Julien Absalon lors des mondiaux 2005 et 2006. Titre qu'il finit par décrocher en 2008, lors d'un triplé suisse.
En 2015, il remporte avec Jaroslav Kulhavý le Cape Epic en Afrique du Sud. Il s'agit de sa cinquième victoire, ce qui en fait le recordman de victoires. Il prend sa retraite de coureur à l'issue de cette épreuve.

## Palmarès

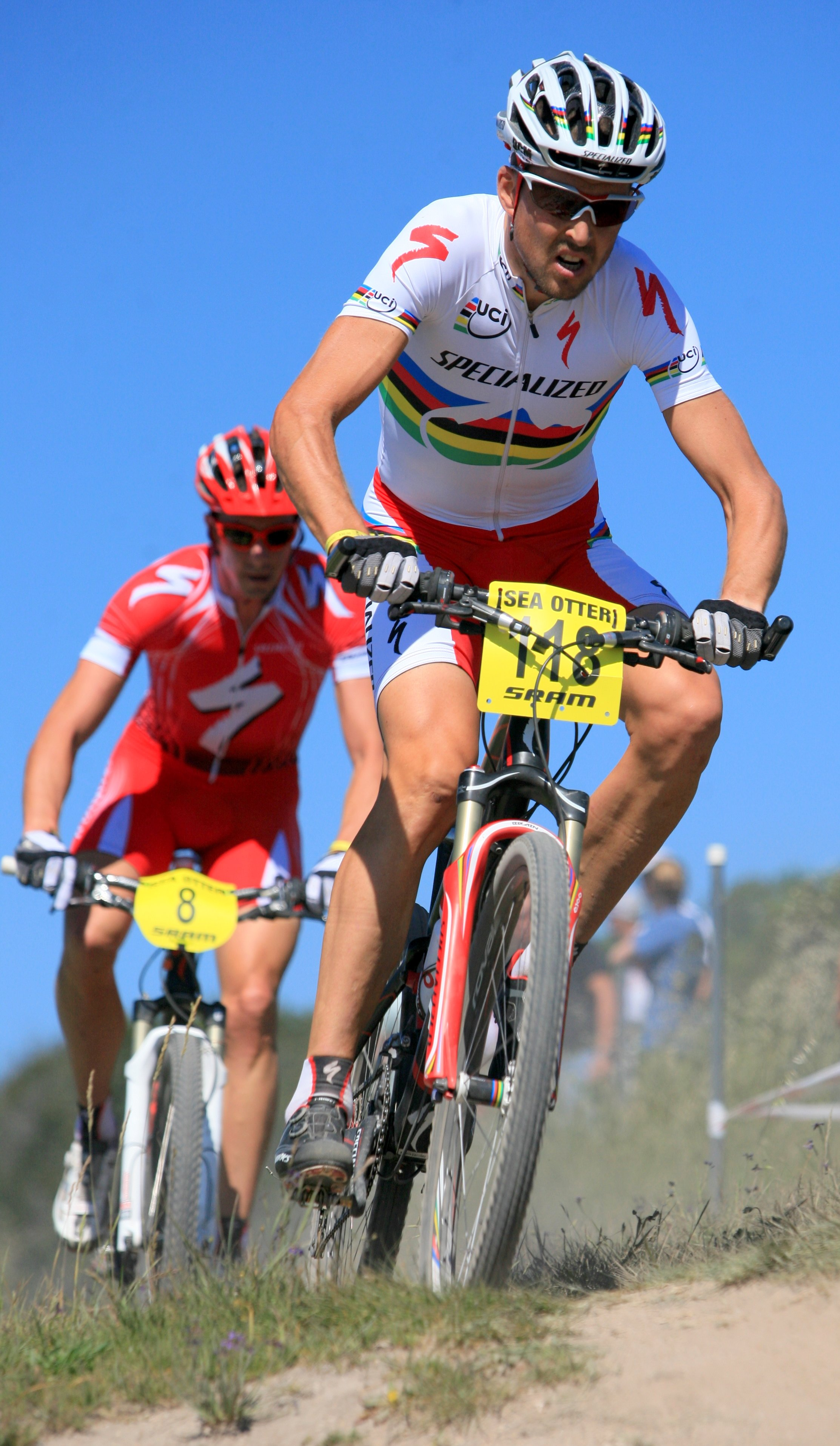
Sauser avec son maillot arc-en-ciel de champion du monde.

### Jeux olympiques
- 2000
  -  Médaillé de bronze aux Jeux olympiques de 2000 à Sydney en cross-country

### Championnats du monde

#### Cross-country
- Élites (1)
  -  Champion du monde  en 2008 (Val di Sole,  Italie)
  - 2e en 2006 et 2007
  - 3e en 2001

#### Marathon
- Élites (1)
  -  Champion du monde  en 2007 (Verviers,  Belgique)
  -  Champion du monde  en 2011 (Montebelluna,  Italie)
  -  Champion du monde  en 2013 (Kirchberg in Tirol,  Autriche)
  -  2e en 2008 et 2015
  -  3e en 2009 et 2014

### Coupe du monde

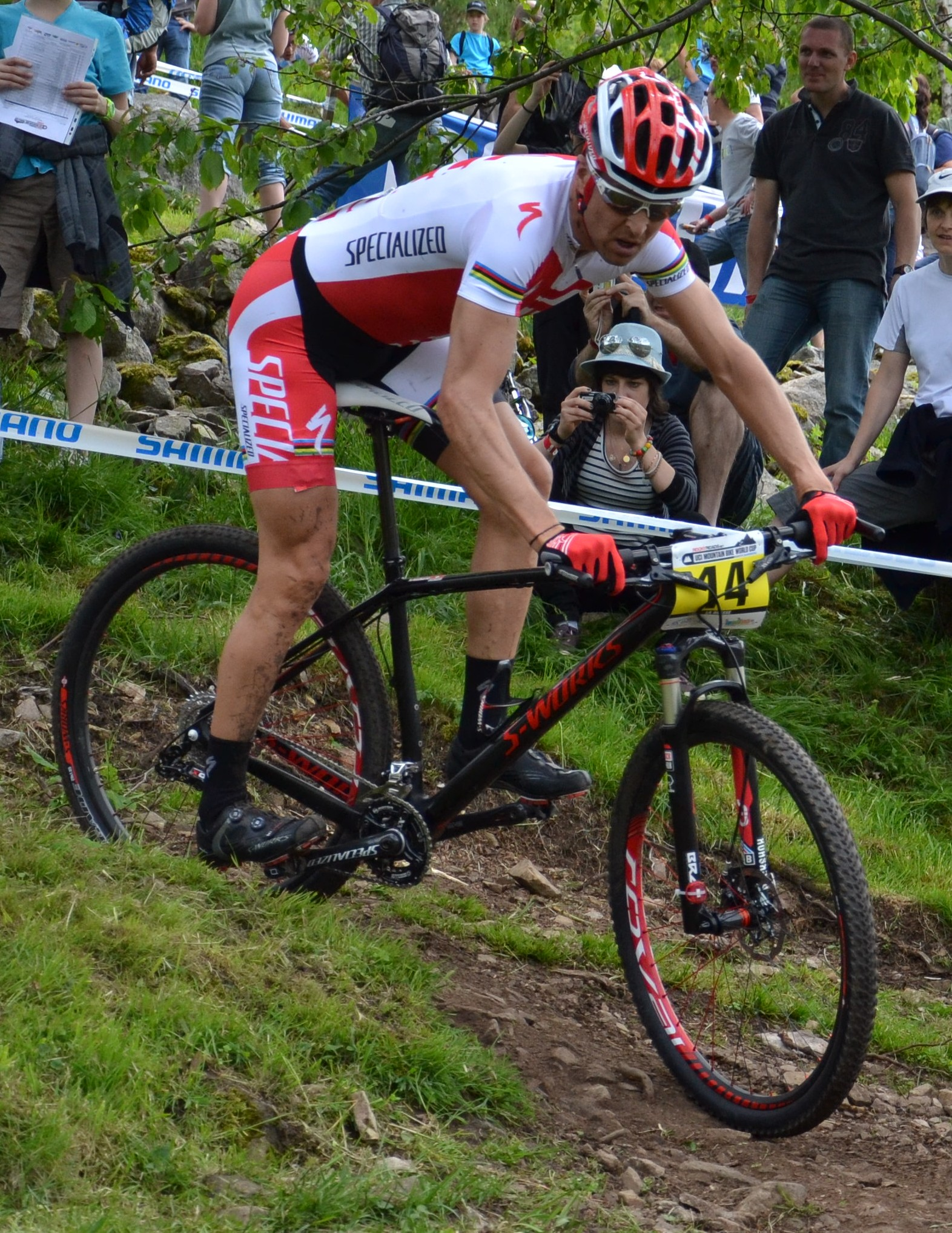
Christoph Sauser à la 4e manche de la coupe du monde de VTT 2012.

- Coupe du monde de cross-country (2)
  - 3e en 1999 (1 manche)
  - 5e en 2001 (1 manche)
  - 2e en 2002 (1 manche)
  - 2e en 2003 (1 manche)
  - 1er en 2004 (1 manche)
  - 1er en 2005 (3 manches)
  - 2e en 2006 (2 manches)
  - 3e en 2007
  - 2e en 2008 (2 manches)
  - 7e en 2010
  - 7e en 2011
  - 16e en 2012

### Championnats d'Europe
- 2006
  -  Médaillé d'argent du cross-crountry
- 2007
  -  Champion d'Europe de cross-country marathon
- 2008
  -  Médaillé d'argent du cross-crountry
- 2013
  -  Médaillé d'argent du cross-country marathon
- 2014
  -  Champion d'Europe de cross-country marathon

### Championnats de Suisse
- Champion de Suisse de cross-country (6) : 1999, 2000, 2001, 2002, 2003 et 2006
- Champion de Suisse de cross-country marathon (3) : 2006, 2012 et 2013